# San Carlos (Negros Occidental)
San Carlos, oficialment la Ciutat de San Carlos (cebuà: Dakbayan sa San Carlos; ilongo: Dakbanwa/Syudad sang San Carlos; filipí: Lungsod ng San Carlos) és una ciutat de segona classe a la província de Negros Occidental, a Filipines. Segons el cens de 2020, té una població de 132.650 habitants.
L'estatus del municipi va ser elevat a ciutat l'1 de juliol de 1960, per la Llei de la República núm. 2643, aprovat el 18 de juny de 1960 i la Proclama presidencial núm. 685 s. 1960.